# 夏日格曲
夏日格曲，位于中华人民共和国青海省海西蒙古族藏族自治州天峻县西南部的一条河流，布哈河右岸支流。发源于天峻县西部与德令哈市东部交界处的疏勒南山南部山地，蜿蜒向东南流，在快尔玛乡纳尔宗西北约5千米处汇入布哈河。河长88.6千米，流域面积1358平方千米，河道平均比降10.88‰，年均径流量约1.08亿立方米。流域南部有铅矿、石灰岩矿，矿点与天峻县城、快尔玛乡有公路相通。